# Lista över länder efter kopparproduktion

Världskopparproduktionen 2012.

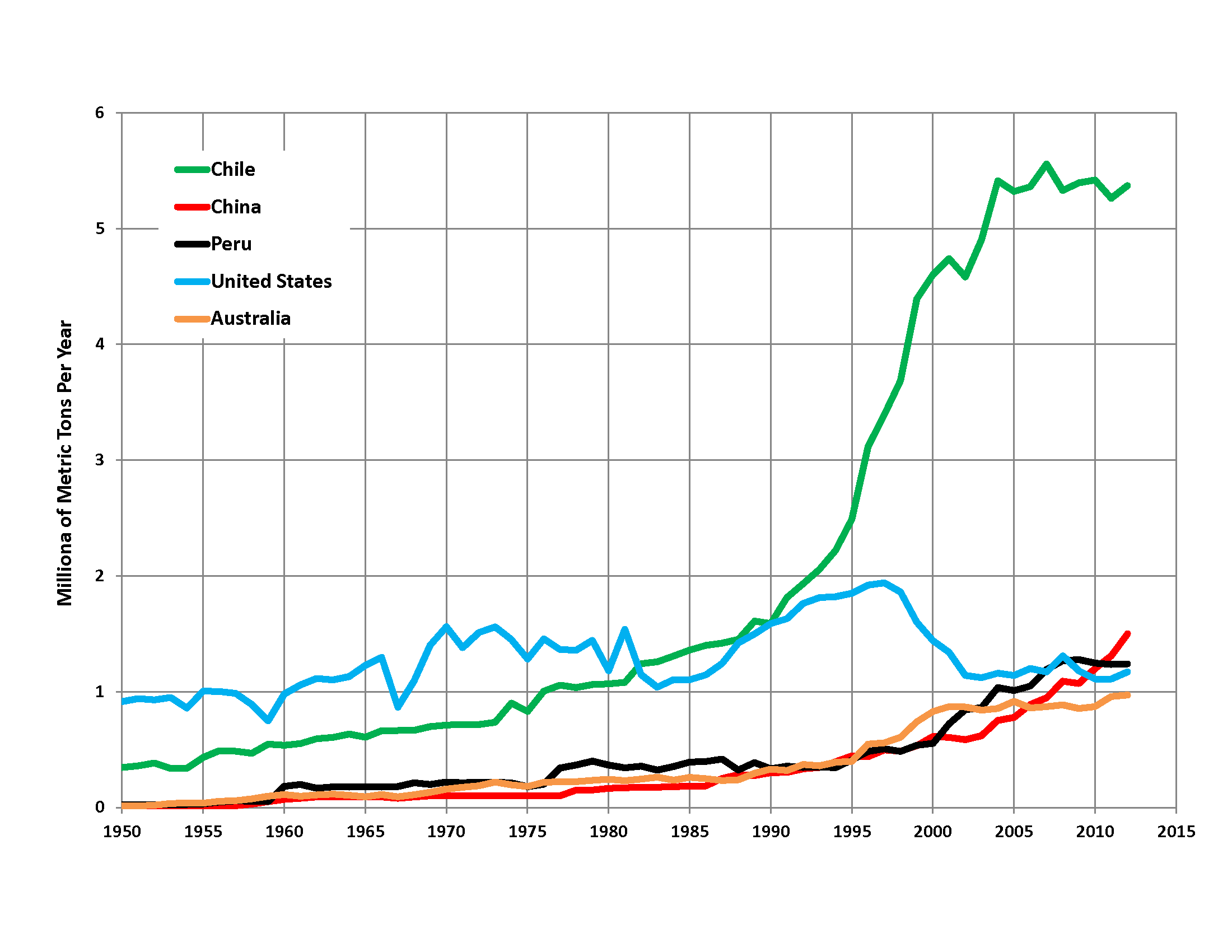
Produktionstrender för de fem topproducenterna.

Detta är en lista över länder efter kopparproduktion (2014).
| Pos | Land           | Kopparproduktion (tusen ton) |
| --- | -------------- | ---------------------------- |
| —   | Världen        | 18 700                       |
| 1   | Chile          | 5 800                        |
| 2   | Kina           | 1 620                        |
| 3   | Peru           | 1 400                        |
| 4   | USA            | 1 370                        |
| 5   | Kongo-Kinshasa | 1 100                        |
| 6   | Australien     | 1 000                        |
| 7   | Ryssland       | 850                          |
| 8   | Zambia         | 730                          |
| 9   | Kanada         | 680                          |
| 10  | Mexiko         | 520                          |
| 11  | Kazakstan      | 430                          |
| 12  | Polen          | 425                          |
| 13  | Indonesien     | 400                          |
| —   | Andra länder   | 2 400                        |

Kopparproduktionen för ett sekel sedan (1907):
| Pos | Land                 | Kopparproduktion (tusen metriska ton) |
| --- | -------------------- | ------------------------------------- |
| —   | Världen              | 723                                   |
| 1   | USA                  | 399                                   |
| 2   | Mexiko               | 61                                    |
| 3   | Spanien och Portugal | 50                                    |
| 4   | Japan                | 50                                    |
| 5   | Australien           | 42                                    |
| 6   | Chile                | 27                                    |
| 7   | Tyskland             | 21                                    |
| 8   | Ryssland             | 15                                    |